# Monaeses habamatinikus
Monaeses habamatinikus är en spindelart som beskrevs av Alberto Barrion och James A. Litsinger 1995. Monaeses habamatinikus ingår i släktet Monaeses och familjen krabbspindlar.
Artens utbredningsområde är Filippinerna. Inga underarter finns listade i Catalogue of Life.